# Gotlands Hesselby Jernväg
Gotlands Hesselby Jernväg, GHJ, är en 6,5 km lång smalspårig museijärnväg, med spårvidd 891 mm, som ligger i Dalhem, Halla och Roma socknar på Gotland.

## Historia
1969 bildades föreningen Gotlands Järnvägsmuseum för att rädda det museitåg som Sveriges Järnvägsmuseum 1963 hade ställt vid Romasklosters station i Roma. Inför hotet att tåget med vagnar som fått förfalla på platsen skulle flyttas till fastlandet bildades 1972 Föreningen Gotlandstågen för att rädda kvar tågsättet på ön. Man köpte Hesselbys stationsområde i Dalhems socken. Snart hade idéerna utvecklats till att återskapa en bit bana med kvarvarande fordon från den gotländska järnvägsepoken. Järnvägen återuppstod 1975 när Hesselby åter fick spår. Lagom till de gotländska järnvägarnas 100-årsjubileum 1978 kunde man inviga sin en kilometer långa museijärnväg, Gotlands Hesselby Jernväg. Stationshuset som ett tag hade fungerat som fårhus renoverades till sitt ursprungliga utseende liksom övriga byggnader som ingick i stationsmiljön.

## Verksamhet
GHJ kör historiska museitåg, ofta med ånglok och vagnar från den gotländska järnvägsepoken. Bansträckningen följer den gamla banvallen från Slite-Roma Järnväg där rälerna revs upp 1958. Den gick t.o.m. år 2012 mellan järnvägsstationen Hesselby i Dalhem förbi hållplatsen Eken till hållplatsen Munkebos.
Föreningen Gotlandståget, som bildades 1972, är en ideell förening, vars syfte är att bevara den gotländska järnvägen och som sedan 1975 driver museijärnvägsanläggningen vid Hesselby station i Dalhem. Det första tåget kördes 1978 på den återuppbyggda sträckan, som då slutade vid Eken. Under senare tid har föreningen arbetat med att förlänga banan. Förlängning till hållplatsen Munkebos öppnade 2007 då banan förlängdes cirka 300 meter. Samtidigt återuppbyggdes bangården vid stationen Tule, en före detta håll- och lastplats längs den tidigare linjen söderut. Tule tillkom som en gåva till föreningen Gotlandståget redan 1982 och visionen att återuppbygga banan skapades redan då och under åren 2011–2013 förlängdes banan fram till Tule station.
Under 2014 byggdes sedan banan ut till Roma kungsgårds station och det året bedrevs museitrafik mellan Hesselby och Roma kungsgård, 5,7 km. Året därpå, 14 maj 2015, invigdes den sista kilometern in till Roma station och sedan dess bedrivs museitrafiken på hela banan.
Gotlandståget bedriver huvuddelen av sin trafikverksamhet mellan 1/6 och 31/8. Säsongsavslutningen, Museijärnvägens Dag, brukar innebära flera tåg i trafik och tågmöten vid Tule station. 2014 lockade detta arrangemang över 500 resande.
Den största trafikdagen är Tomtetåget. De två senaste Tomtetågen, 2013 och 2014 lockade mer än 2 000 resande. Före 2013 kördes tåget till Eken där Tomten då höll till. 2013 flyttade Tomten till Tule vilket skapat större möjligheter att genomföra ett bra arrangemang. 2014 kördes tåg både till Tule och Roma kungsgård. Det sistnämnda tåget bestod av en rälsbuss inlånad av Tjustbygdens Järnvägsförening, TJF i Västervik.

## Återuppbyggnad 2011–2015
Föreningen erhöll hösten 2011 bidrag från EU på närmare 4,3 miljoner kronor för att återuppbygga banan ytterligare fyra kilometer till Roma och för att binda samman de två delarna över åkermark där banvallen var borta. Hesselby och Tule sammanbands i december 2012 varvid en mindre ceremoni hölls vid platsen för sammanbindningen. Bland annat slogs en gyllene spik i där spåren från respektive station möttes. Sträckan Hesselby–Munkebos–Tule invigdes av Gotlands landshövding Cecilia Schelin Seidegaard i maj 2013. Samma höst inleddes arbetet med att bygga deletappen (Tule)–Kambshagtorp–Roma kungsgård. Den 31 augusti 2014 öppnades denna sträcka i samband med det årets upplaga av Museijärnvägens Dag och hösten 2014 kördes ett antal trafikdagar Hesselby–Roma kungsgård. Samtidigt fortsatte banbygget in mot Roma nya station och hela sträckan öppnades för trafik 2015. Vid nyår 2014/15 var den trafikerade bansträckan 5,7 km lång och spår utlagt på totalt 6,3 km. Den färdiga banan Roma–Hesselby blev drygt 6,5 km lång.

## Framtiden
Efter avslutad utbyggnad är föreningens ambition att utveckla stationsmiljöerna längs banan samt renovera fler fordon att sätta i trafik. Bland annat har man ett ånglok från Klintehamn–Roma Järnväg, ett antal personvagnar från Gotlands järnväg samt en unik motorvagn från Mönsterås–Åseda Järnväg på gång att renoveras.
Föreningen Gotlandståget har som ambition att stärka samarbeten mellan olika besöksmål i området för att ge socknarna Roma, Halla och Dalhem större möjligheter att vara attraktiva för turister.
Utöver att driva själva järnvägen utgiver Föreningen Gotlandståget även tidningen Spårstumpen.

## Bilder

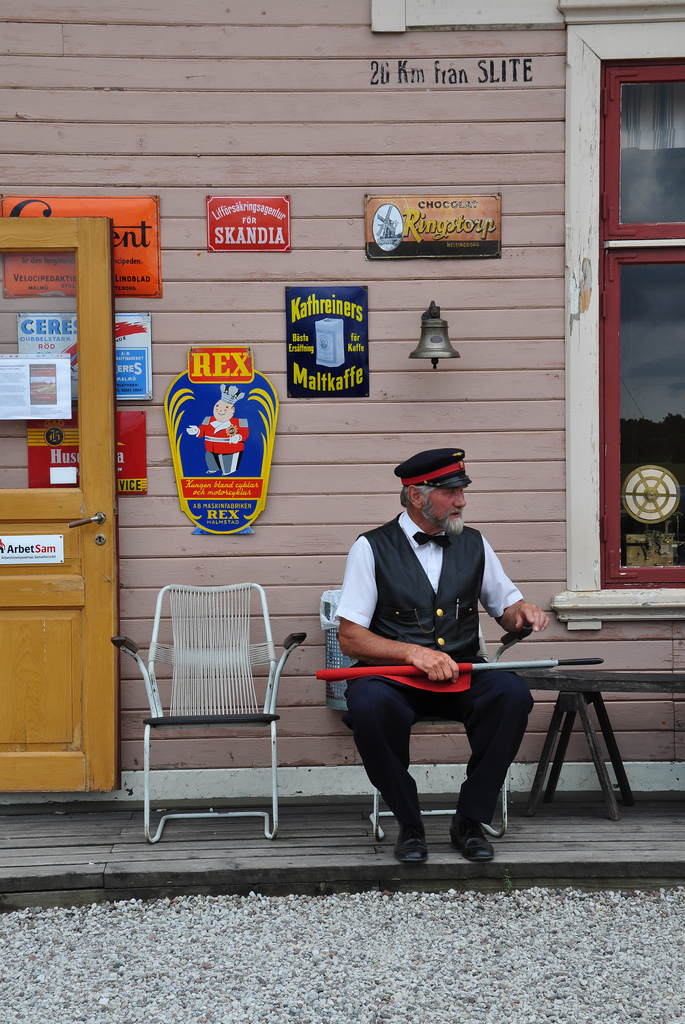
Hesselby station, detalj

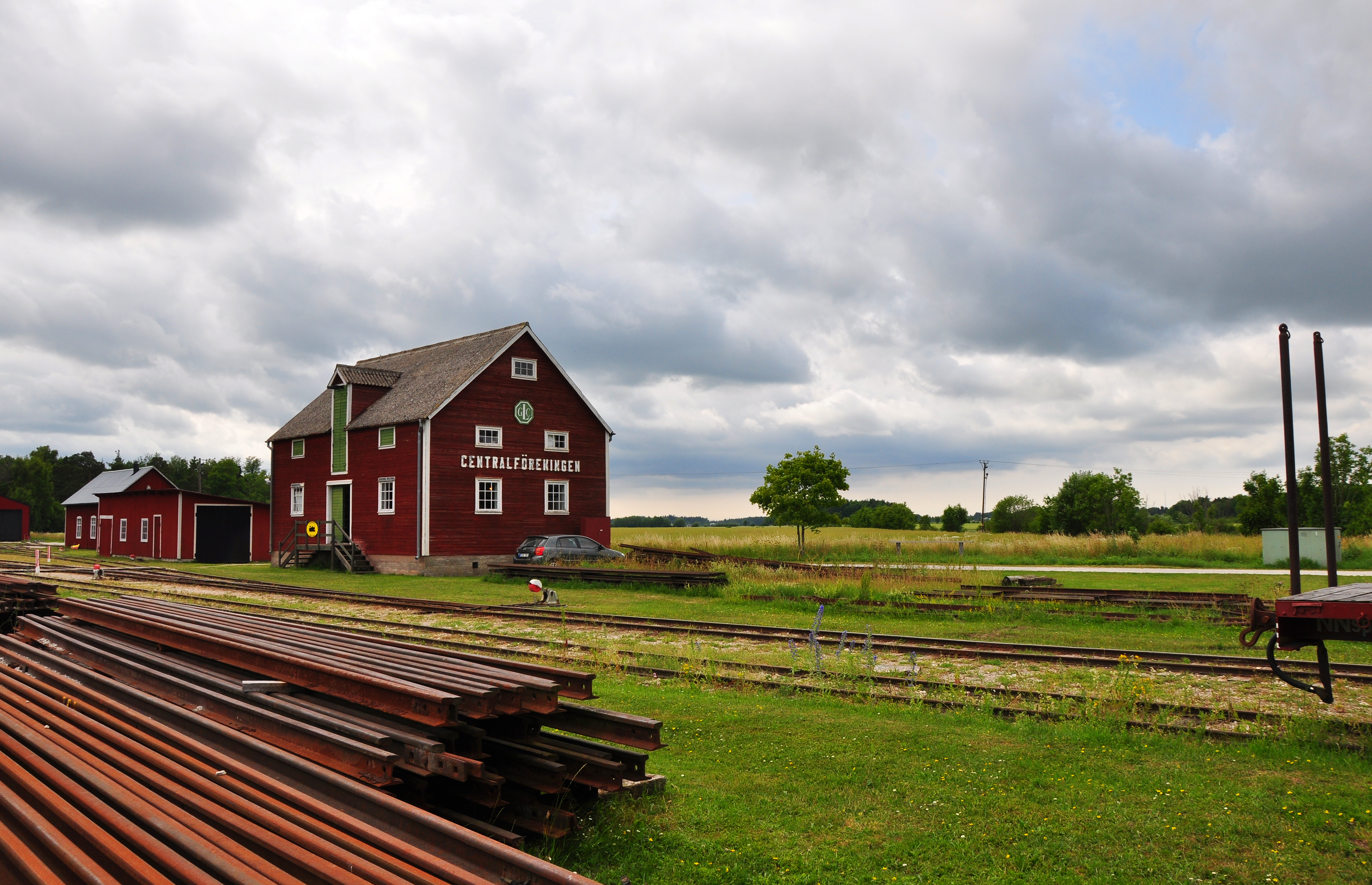
Magasin uppfört av Gotländska Lantmännens Centralförening (GLC) 1939.
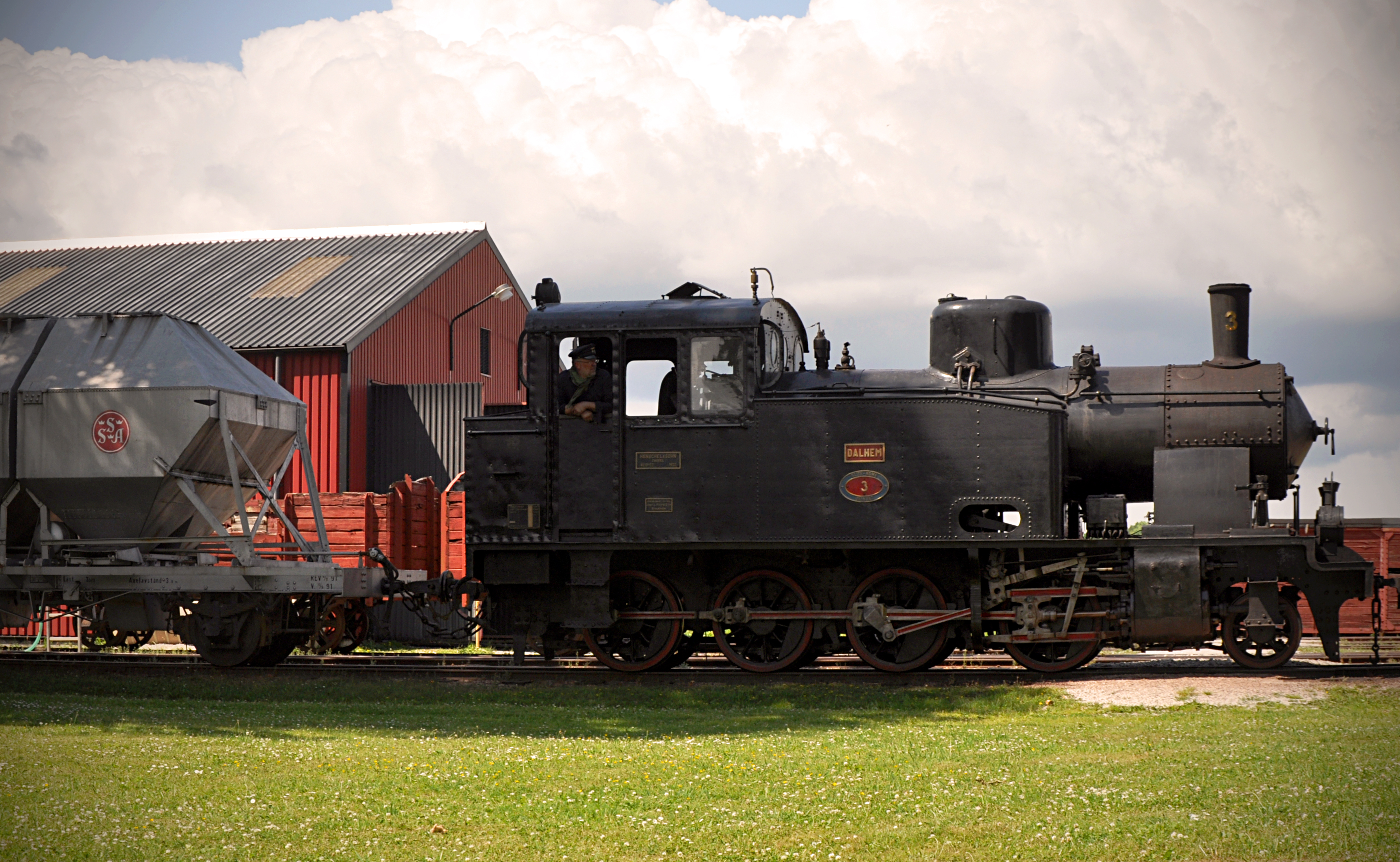
Ångloket Dalhem
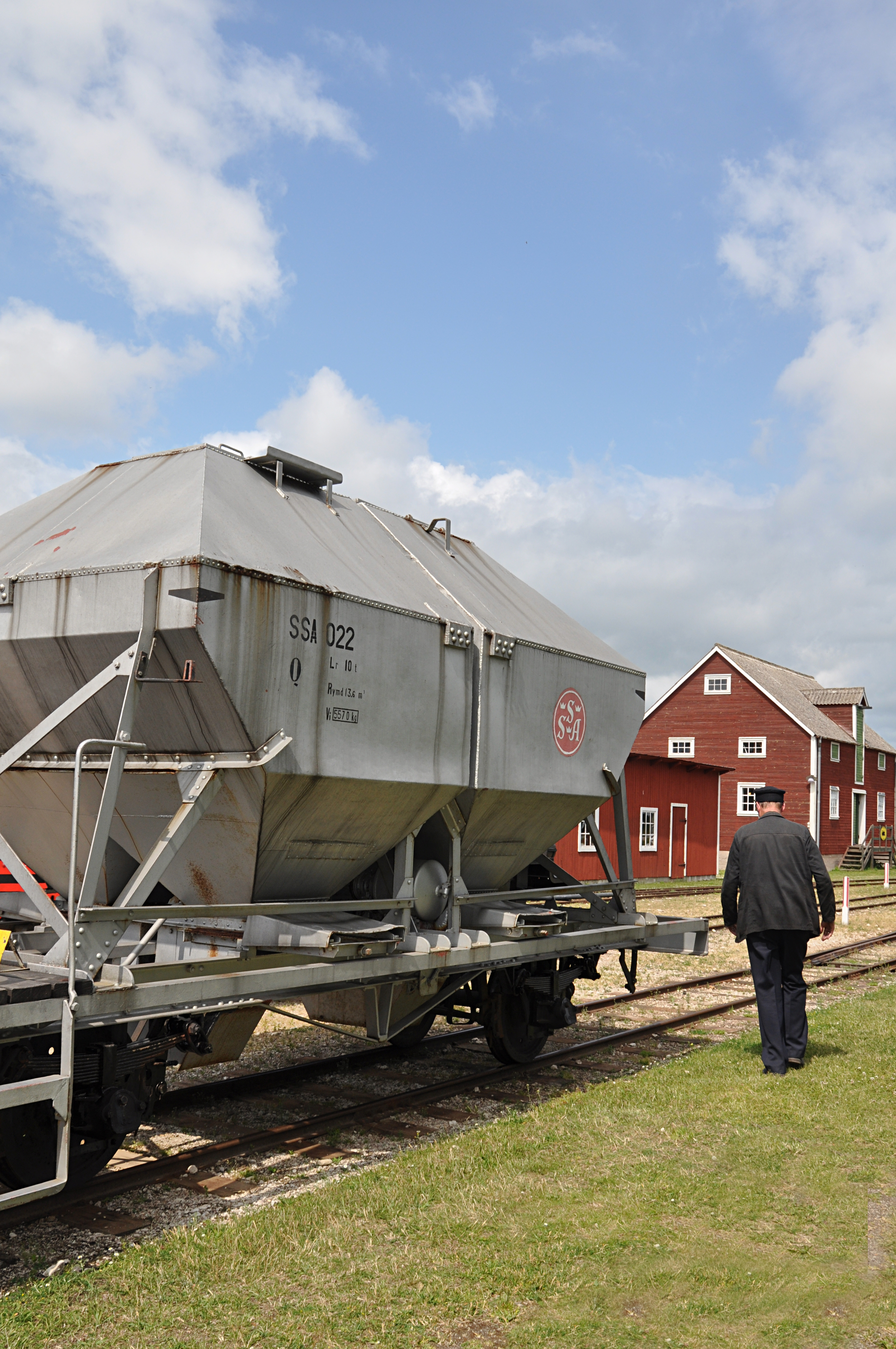
SSA sockervagn
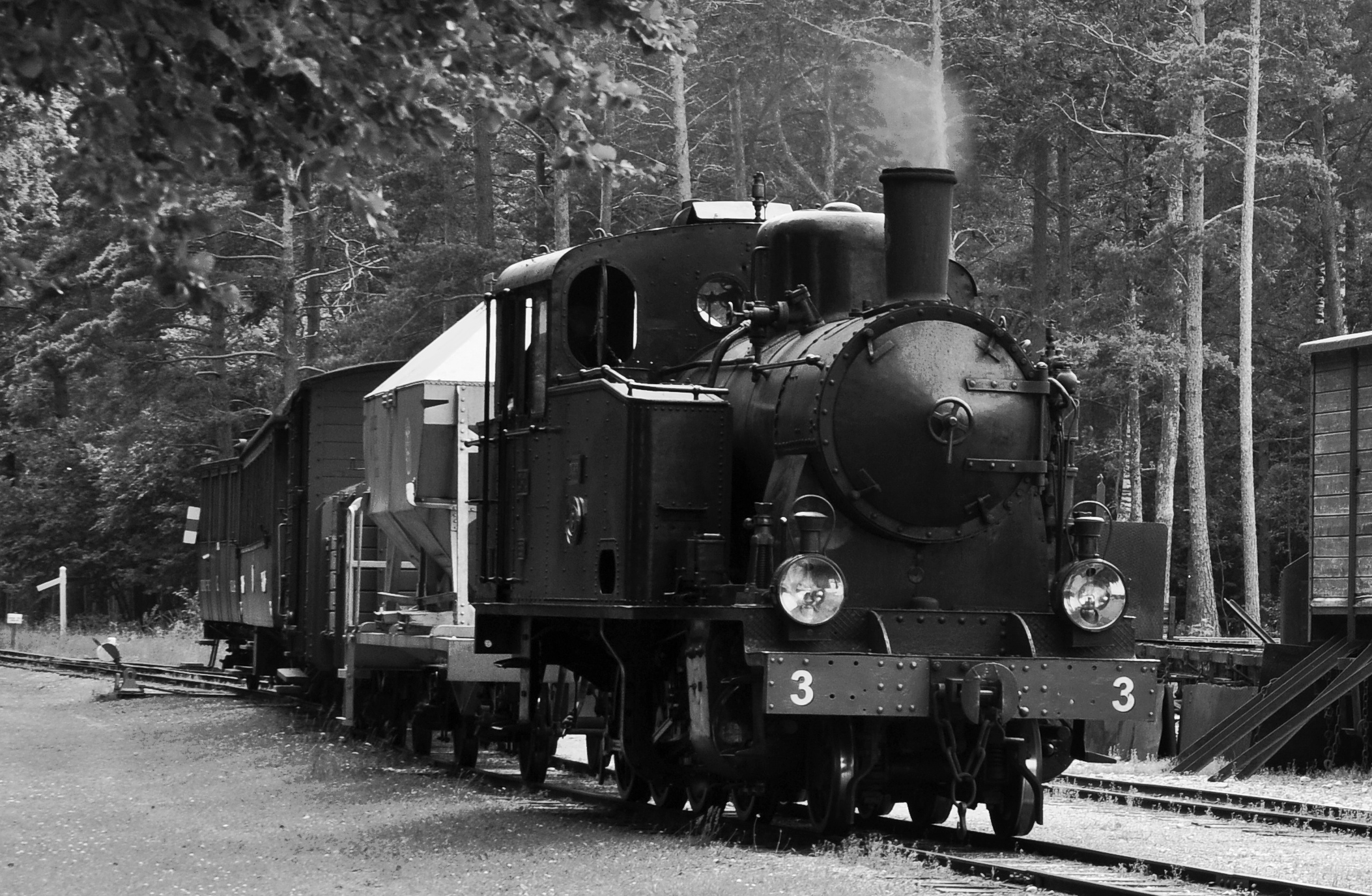
Ångloket Dalhem, SlRJ lok 3, från 1920.
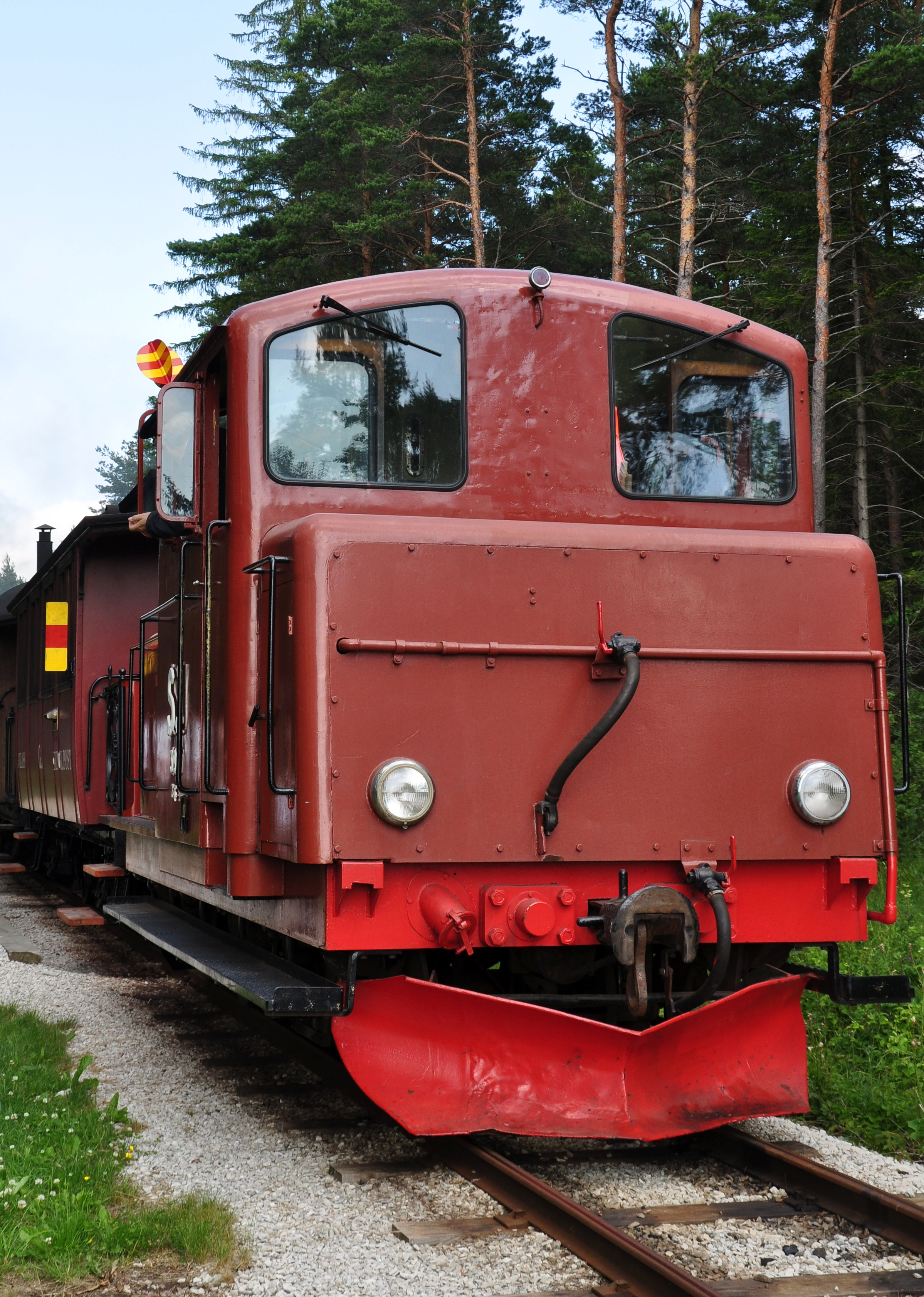
Lokomotor SJ Z4p (en av tre museet äger)
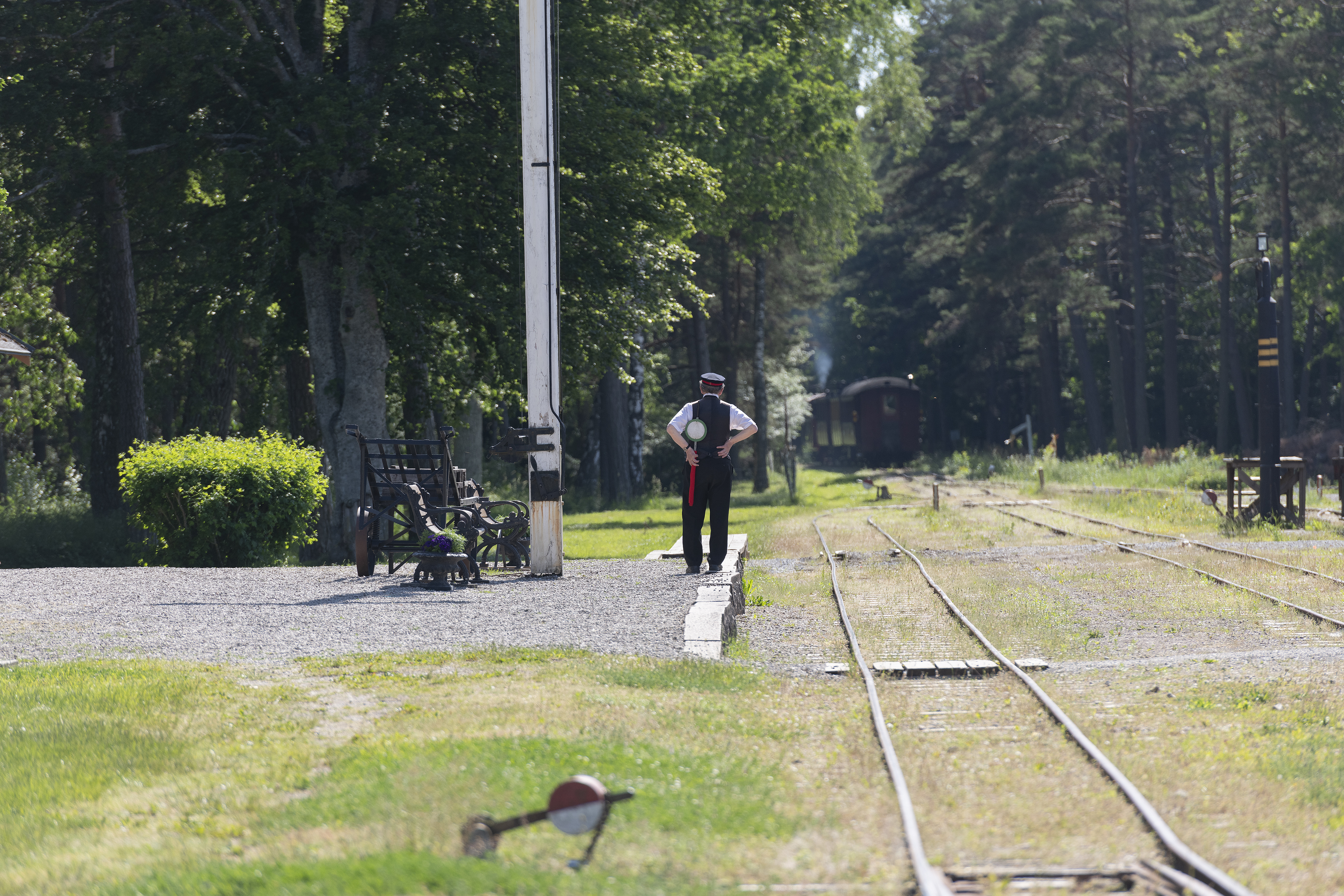
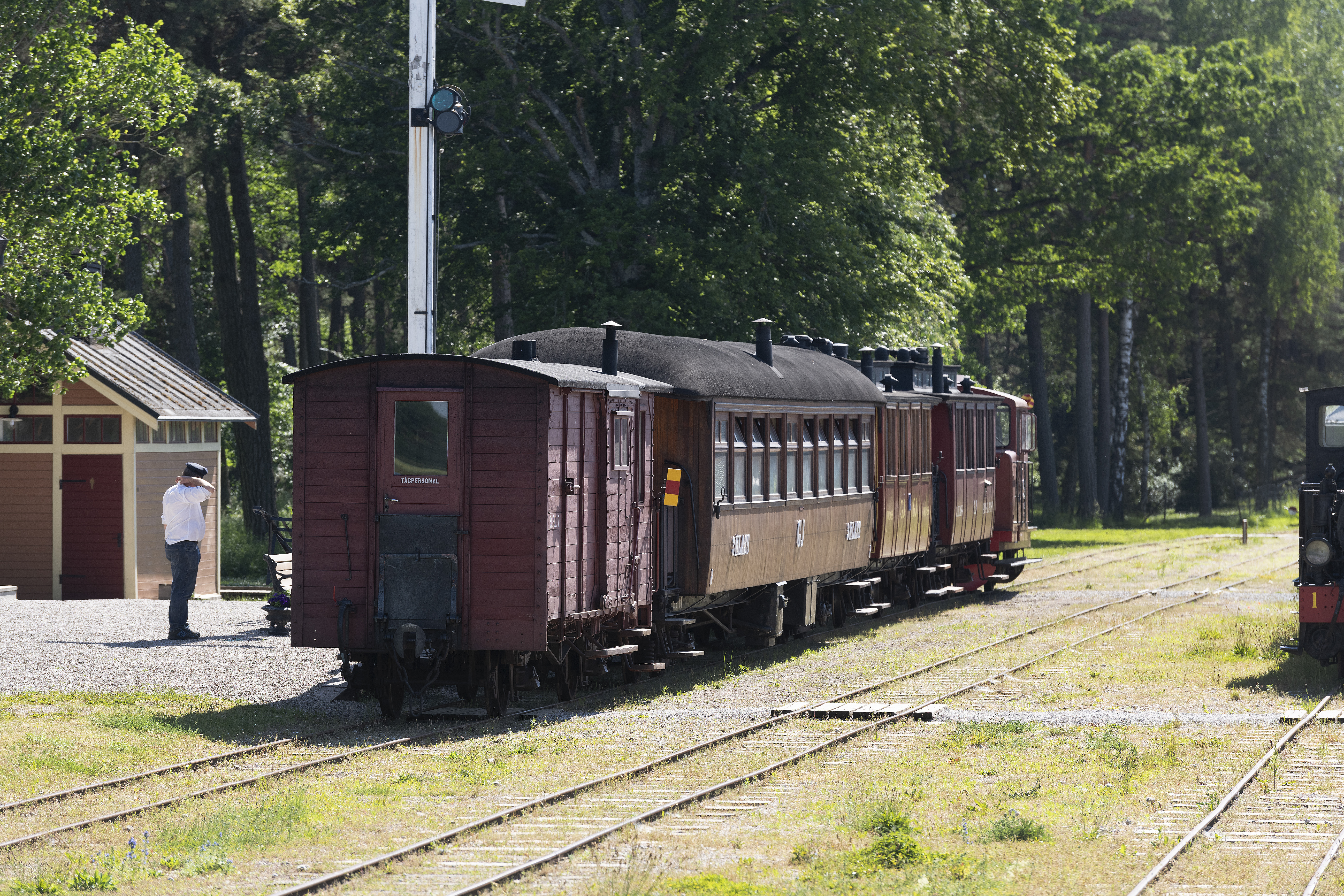
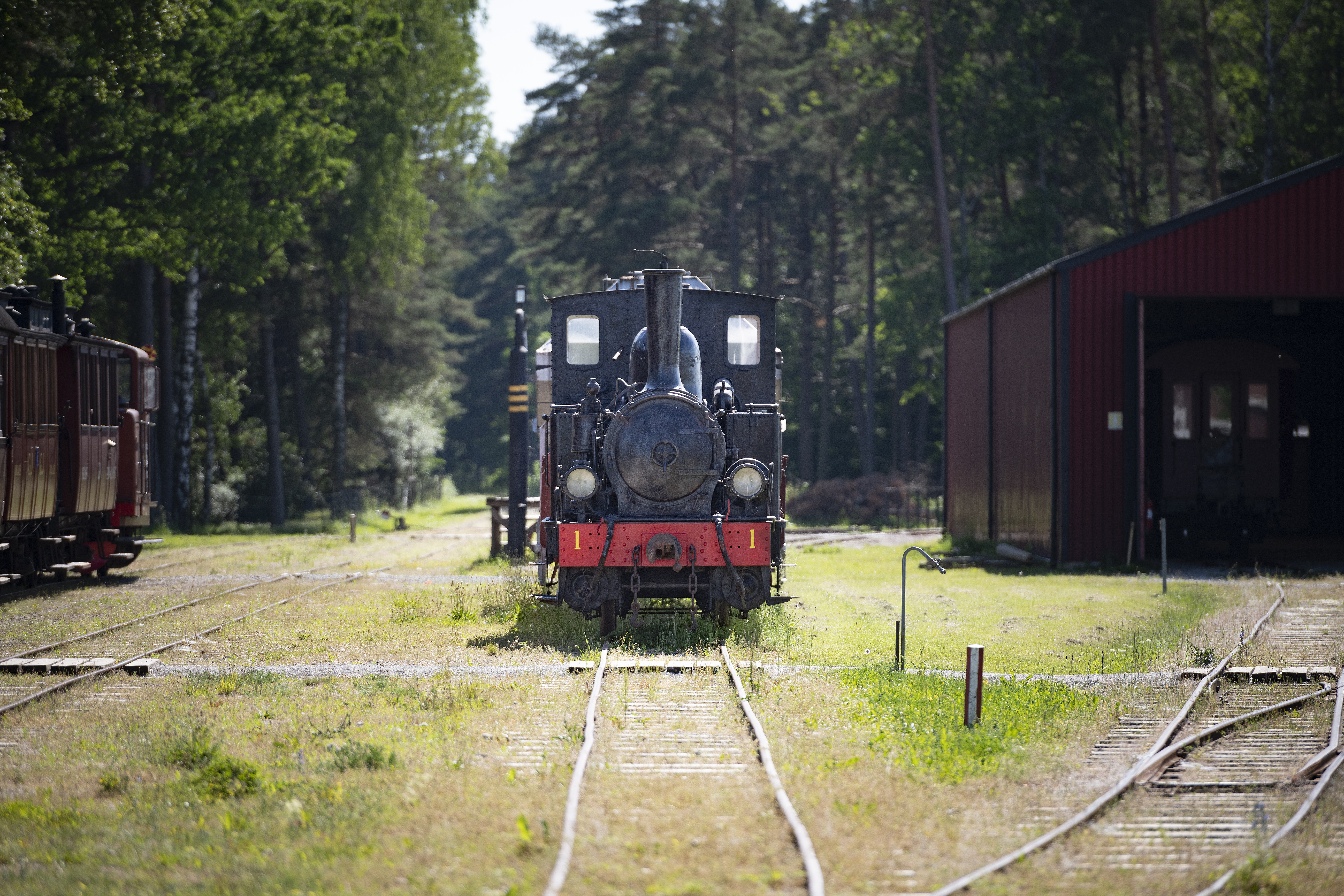
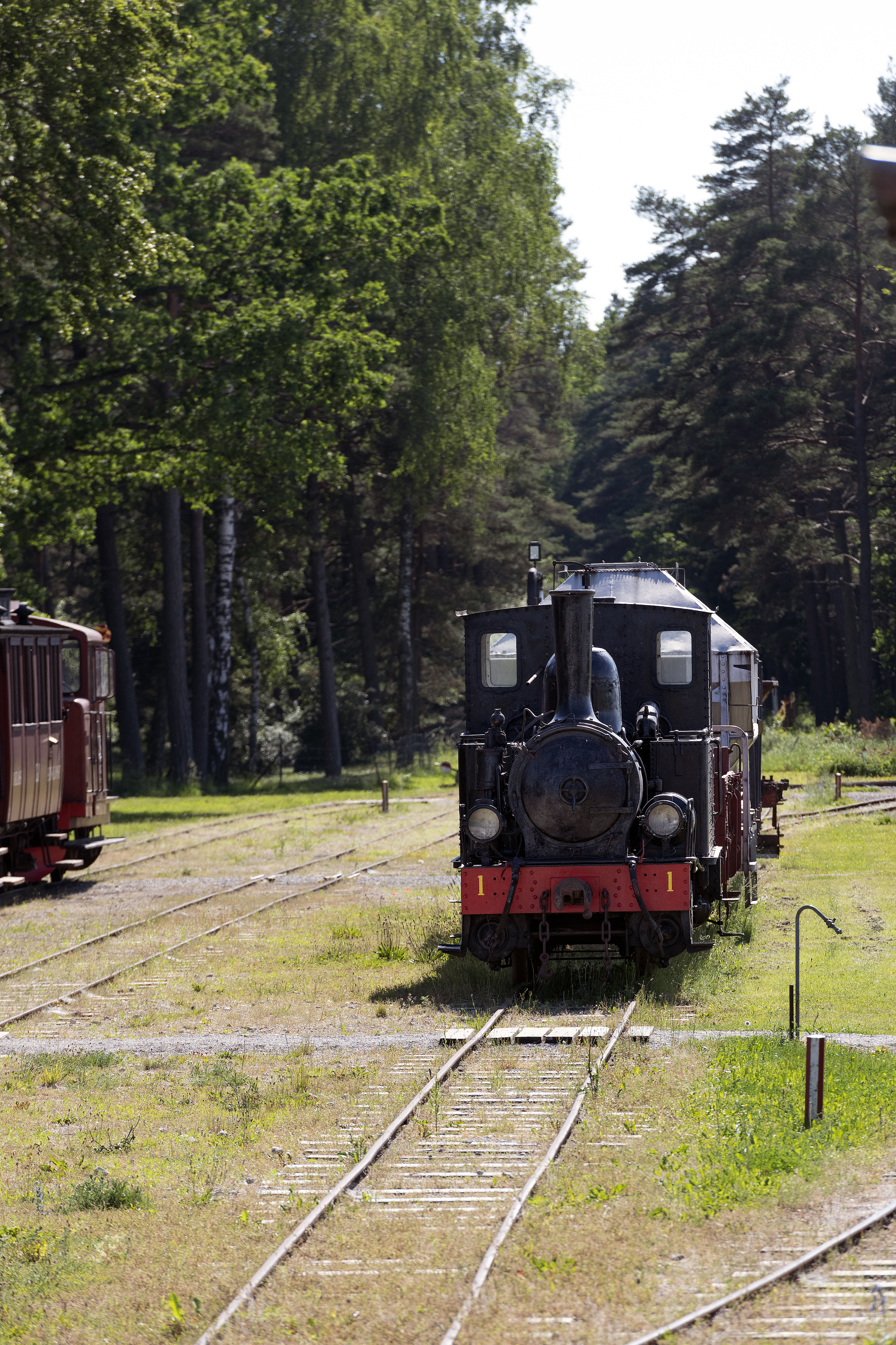

## Källhänvisningar
1. ↑  Transportstyrelsen Giltiga tillstånd - järnvägstrafik Arkiverad 15 oktober 2011 hämtat från the Wayback Machine.
2. ↑  Thomas Lange (red), Museibanor och veterantåg , Trafik-Nostalgiska förlaget, 2005, ISBN 91-85305-06-5
3. ↑  Sveriges Radio Nyheter/Ekot 2011-12-02 Gotlandståget får mer pengar